# AKB48 27th 싱글 선발 총선거
AKB48 27th 싱글 선발 총선거(일본어: AKB48 27thシングル選抜総選挙 エーケービーフォーティエイト トゥエンティセブンスシングルせんばつそうせんきょ[*])는 AKB48의 27번째 싱글 CD에 참여할 멤버를 팬 투표로 결정하는 이벤트이다. 이 선거에서 상위 16위까지의 멤버가 2012년 8월 29일에 발매된 <깅엄 체크>(ギンガムチェック)의 선발 멤버가 되었다.
또한 최종 결과가 발표되는 개표 이벤트 〈AKB48 27th 싱글 선발 총선거 ~팬이 선택하는 64의석~〉은 2012년 6월 6일에 일본 무도관에서 실시되었다.

## 개요
선거의 실시는 2012년 3월 25일에 개최된 AKB48 콘서트 〈업무연락 부탁하네, 가타야마 부장! in 사이타마 슈퍼 아레나〉의 마지막 공연에서 발표되었다.
투표 기간은 2012년 5월 22일 10시 00분 00초(JST)부터 동년 6월 5일 14시 59분 59초(JST)까지. 같은 해 5월 23일에 속보 발표를 AKB48 극장에서 실시했다.
최종 결과는 제3자에 의해 집계되어 변호사의 확인 아래 봉투에 넣어 봉인된 것을 개표 행사장에서 개봉하는 형식으로 발표되었다.
개표 이벤트의 형태는 처음으로 후지 TV에 의해 지상파에서 특별 프로그램 〈AKB48 제4회 선발 총선거 생방송 SP〉로 생중계되었고, 이외에도 유투브를 통해 결과 발표 전 라이브 이벤트부터 이벤트 종료까지 생중계로, 또한 득표 수 1위의 소신 표명 연설이 이날 밤 녹화로 방송되었다. 2012년 7월 7일에는 NHK BS 프리미엄의 〈음악 열대야〉에서 〈AKB48 선발 총선거 스페셜〉로 64위부터 1위까지의 모든 연설과 당일 선보인 라이브 전곡, 무대의 모습을 편집하여 방송했다.

## 투표 유자격자
- 26st 싱글 〈한여름의 Sounds good !〉(真夏のSounds good !)의 통상반, 극장반 구매자
- AKB48 공식 팬클럽 '두 기둥의 모임' 회원
- AKB48 공식 스마트폰 앱 회원
- AKB OFFICIAL NET 회원
- 다음 그룹 공식 휴대 사이트 회원
  - AKB48 Mobile
  - SKE48 Mobile
  - NMB48 Mobile
  - HKT48 Mobile
- DMM.com이 제공하는 다음의 월간 동영상 서비스 회원
  - 「AKB48 LIVE! ON DEMAND」
  - 「SKE48 LIVE! ON DEMAND」
  - 「NMB48 LIVE! ON DEMAND」
  - 「HKT48 LIVE! ON DEMAND」

## 후보자
- AKB48 - 총 88명(마에다 아츠코는 불참)
- SKE48 - 총 64명
- NMB48 - 총 64명
- HKT48 - 총 21명

이상 연구생을 포함한 총 237명.
여기서 다음의 소속 팀은 2012년 5월 22일 시점을 기준으로 한다.

### AKB48
- 팀A(15명)

이와사 미사키, 오오타 아이카, 오오야 시즈카, 카타야마 하루카, 쿠라모치 아스카, 코지마 하루나, 사시하라 리노, 시노다 마리코, 타카죠 아키, 타카하시 미나미, 나카가와 하루카, 나카타 치사토, 나카야 사야카, 마에다 아미, 마츠바라 나츠미
- 팀K(15명)

아키모토 사야카, 이타노 토모미, 우치다 마유미, 우메다 아야카, 오오시마 유코, 키쿠치 아야카, 타나베 미쿠, 나카츠카 토모미, 니토 모에노, 노나카 미사토, 후지에 레이나, 마츠이 사키코, 미네기시 미나미, 미야자와 사에, 요코야마 유이
- 팀B(15명)

이시다 하루카, 카사이 토모미, 카시와기 유키, 키타하라 리에, 코바야시 카나, 코모리 미카, 사토 아미나, 사토 스미레, 사토 나츠키, 스즈키 시호리, 스즈키 마리야, 치카노 리나, 마스다 유카, 미야자키 미호, 와타나베 마유
- 팀4(16명)

아베 마리아, 이치카와 미오리, 이리야마 안나, 이와타 카렌, 오오바 미나, 카토 레나, 카와에이 리나, 시마자키 하루카, 시마다 하루카, 타카하시 쥬리, 타케우치 미유, 타노 유카, 나카마타 시오리, 나카무라 마리코, 나가오 마리야, 야마우치 스즈란
- 연구생(27명)

이즈타 리나, 코바야시 마리나, 후지타 나나, 코지마 나츠키, 나토리 와카나, 모리카와 아야카, 오오모리 미유, 사이드 요코타 에레나, 사사키 유카리, 히라타 리나, 무토 토무, 아이가사 모에, 아메미야 마이카, 이와타테 사호, 우메다 아아노, 오오시마 료카, 오카다 아야카, 키타 시오리. 키타자와 사키, 시노자키 아야나, 타카시마 유리나, 하세가와 하루나, 미츠무네 카오루, 무라야마 유이리, 모기 시노부, 모리야마 사쿠라, 와타나베 네네

### SKE48
- 팀S(14명)

오오야 마사나, 카토 루미, 키자키 유리아, 키노시타 유키코, 쿠와바라 미즈키, 스다 아카리, 타카다 시오리, 데구치 아키, 나카니시 유카, 히라타 리카코, 히라마츠 카나코, 마츠이 쥬리나, 마츠이 레나, 야가미 쿠미
- 팀KII(16명)

아카에다 리리나, 아비루 리호, 이시다 안나, 오기소 시오리, 카토 토모코, 고토 리사코, 사토 세이라, 사토 미에코, 타카야나기 아카네, 하타 사와코, 후루카와 아이리. 마츠모토 리나, 무카이다 마나츠, 야카타 미키, 야마다 레이카, 와카바야시 토모카
- 팀E(13명)

이소하라 쿄카, 우에노 카스미, 우메모토 마도카, 카네코 시오리, 키모토 카논, 코바야시 아미, 사카이 메이, 시바타 아야, 타카키 유미나, 타케우치 마이, 츠즈키 리카, 하라 미나미, 야마시타 유카리
- 연구생(21명)

이구치 시오리, 우치야마 미코토, 키토 모모나, 사이토 마키코, 마츠무라 카오리, 이누즈카 아사나, 코바야시 에미리, 미즈노 호노카, 이치노 나루미, 이와나가 츠구미, 에고 유나, 오기노 리사, 스가 나나코, 니이도이 사야카, 히오키 미키, 후지모토 미즈키, 후타무라 하루카, 후루하타 나오, 미야마에 아미, 야마다 미즈호

### NMB48
- 팀N(16명)

오가사와라 마유, 카도와키 카나코, 키시노 리카, 키노시타 하루나, 코타니 리호, 콘도 리나, 시노하라 칸나, 죠니시 케이, 시로마 미루, 후쿠모토 아이나, 마츠다 시오리, 야마구치 유키, 야마다 나나, 야마모토 사야카, 요시다 아카리, 와타나베 미유키
- 팀M(15명)

오오타 리오나, 카와카미 레나, 키노시타 모모카, 시마다 레나, 죠 에리코, 타카노 유이, 타니가와 아이리, 히카와 아야메, 후지타 루나, 미타 마오, 무라카미 아야카, 무라세 사에, 야구라 후코, 야마기시 나츠미, 요기 케이라
- 연구생

오키타 아야카, 코야나기 아리사, 아즈마 유키, 이시다 유미, 우노 미즈키, 코가 나루미, 사토 소라이, 나카가와 히로미, 니시자와 루리나, 하야시 모모카, 야마모토 히토미, 아카자와 호노, 이시즈카 아카리, 이지리 안나, 우에다 미레이, 우메하라 마코, 오오타 유리, 카토 유카, 카미에다 에미카, 쿠사카 코노미, 쿠시로 리나, 쿠로카와 하즈키, 코노 사키, 코바야시 리카코, 사사키 나나미, 스기모토 카노, 타카야마 리코, 토고 소라, 히사다 리코, 미우라 아리사, 무로 카나코, 야부시타 슈, 야바우치 츠바사

### HKT48
- 팀H(16명)

야나이 치히로, 우에키 나오, 쿠마자와 세리나, 코다마 하루카, 코모리 유이, 시모노 유키, 스가모토 유코, 타나카 나츠미, 타니구치 아이리, 나카니시 치요리, 마츠오카 나츠미, 미야와키 사쿠라, 무라시게 안나, 모토무라 아오이, 모리야스 마도카, 와카타베 하루카
- 연구생(5명)

아베 쿄카, 이마다 미나, 에토 사야카, 나카니시 아야카, 후카가와 마이코

## 당선 순위
이전의 40명에서 64명으로 증가되었다. 따라서 표제 곡의 선발 멤버가 이전의 21명에서 16명으로 감소되었고 이전까지 상위 12위 이내의 멤버에게 부여되었던 '미디어 선발'이란 범위가 없어지게 되었다. 이전까지 22위에서 40위의 멤버에게 부여되었던 언더걸스의 범위가 17위에서 32위까지로 변경되었다. 또한 하위 그룹으로 33위에서 48위까지의 넥스트걸스, 49위부터 64위까지의 퓨처걸스가 신설되었다.

## 결과
※아래의 표 중 'A연'은 AKB48의 연구생, 'S연'은 SKE48의 연구생, 'H연'은 HKT48의 연구생을 각각 나타낸다.
| 순위                                    | 이름              | 소속    | 득표수   | 속보    | 속보 | 전회 순위 | 과거 최고 순위 |
| 순위                                    | 이름              | 소속    | 득표수   | 득표수  | 순위 | 전회 순위 | 과거 최고 순위 |
| --------------------------------------- | ----------------- | ------- | -------- | ------- | ---- | --------- | -------------- |
| 1위                                     | 오오시마 유코     | 팀K     | 108837표 | 15093표 | 1위  | 2위       | 1위            |
| 2위                                     | 와타나베 마유     | 팀B     | 72574표  | 11329표 | 3위  | 5위       | 4위            |
| 3위                                     | 카시와기 유키     | 팀B     | 71076표  | 12654표 | 2위  | 3위       | 3위            |
| 4위                                     | 사시하라 리노     | 팀A     | 67339표  | 9337표  | 4위  | 9위       | 9위            |
| 5위                                     | 시노다 마리코     | 팀A     | 67017표  | 8619표  | 6위  | 4위       | 3위            |
| 6위                                     | 타카하시 미나미   | 팀A     | 65480표  | 8955표  | 5위  | 7위       | 5위            |
| 7위                                     | 코지마 하루나     | 팀A     | 54483표  | 5334표  | 11위 | 6위       | 6위            |
| 8위                                     | 이타노 토모미     | 팀K     | 50483표  | 6595표  | 9위  | 8위       | 4위            |
| 9위                                     | 마츠이 쥬리나     | 팀S/팀K | 45747표  | 7795표  | 8위  | 14위      | 10위           |
| 10위                                    | 마츠이 레나       | 팀S     | 42030표  | 8460표  | 7위  | 10위      | 10위           |
| 11위                                    | 미야자와 사에     | 팀K     | 40261표  | 6280표  | 10위 | 11위      | 9위            |
| 12위                                    | 카사이 토모미     | 팀B     | 27005표  | 3227표  | 17위 | 16위      | 10위           |
| 13위                                    | 키타하라 리에     | 팀B     | 26531표  | 3302표  | 16위 | 13위      | 13위           |
| 14위                                    | 미네기시 미나미   | 팀K     | 26038표  | 3396표  | 15위 | 15위      | 14위           |
| 15위                                    | 요코야마 유이     | 팀K     | 25541표  | 4301표  | 12위 | 19위      | 19위           |
| 16位                                    | 우메다 아야카     | 팀K     | 24522표  | 3484표  | 14위 | 22위      | 22위           |
| 이상 16명 선발 멤버                     |                   |         |          |         |      |           |                |
| 17위                                    | 타카죠 아키       | 팀A     | 23083표  | 3661표  | 13위 | 12위      | 12위           |
| 18위                                    | 야마모토 사야카   | 팀N     | 23020표  | 3218표  | 18위 | 28위      | 28위           |
| 19위                                    | 와타나베 미유키   | 팀N/팀B | 19159표  | 2976표  | 19위 | 권외      | -              |
| 20위                                    | 아키모토 사야카   | 팀K     | 19121표  | 1743표  | 32위 | 17위      | 12위           |
| 21위                                    | 사토 아미나       | 팀B     | 17009표  | 2392표  | 21위 | 18위      | 8위            |
| 22위                                    | 쿠라모치 아스카   | 팀A     | 14852표  | 1653표  | 34위 | 21위      | 21위           |
| 23위                                    | 시마자키 하루카   | 팀4     | 14633표  | 2340표  | 22위 | 권외      | 28위           |
| 24위                                    | 타카야나기 아카네 | 팀KII   | 14111표  | 2471표  | 20위 | 23위      | 23위           |
| 25위                                    | 하타 사와코       | 팀KII   | 13920표  | 2312표  | 24위 | 33위      | 33위           |
| 26위                                    | 마스다 유카       | 팀B     | 13166표  | 2182표  | 25위 | 20위      | 20위           |
| 27위                                    | 오오야 마사나     | 팀S     | 12142표  | 1919표  | 28위 | 30위      | 24위           |
| 28위                                    | 야가미 쿠미       | 팀S     | 11712표  | 1671표  | 33위 | 권외      | 38위           |
| 29위                                    | 스다 아카리       | 팀S     | 11323표  | 2149표  | 26위 | 36위      | 36위           |
| 30위                                    | 후루카와 아이리   | 팀KII   | 11179표  | 2340표  | 22위 | 권외      | -              |
| 31위                                    | 키자키 유리아     | 팀S     | 10554표  | 1624표  | 35위 | 권외      | -              |
| 32위                                    | 오기소 시오리     | 팀KII   | 9596표   | 1788표  | 29위 | 권외      | -              |
| 이상 16명 언더걸스                      |                   |         |          |         |      |           |                |
| 33위                                    | 이와사 미사키     | 팀A     | 9297표   | 1023표  | 45위 | 권외      | -              |
| 34위                                    | 마츠무라 카오리   | S연     | 9030표   | 1194표  | 39위 | 권외      | -              |
| 35위                                    | 무카이다 마나츠   | 팀KII   | 8552표   | 1948표  | 27위 | 권외      | -              |
| 36위                                    | 나카야 사야카     | 팀A     | 8505표   | 1348표  | 36위 | 권외      | -              |
| 37위                                    | 나카타 치사토     | 팀A     | 8315표   | 1188표  | 40위 | 권외      | -              |
| 38위                                    | 미야자키 미호     | 팀B     | 8173표   | 970표   | 49위 | 27위      | 18위           |
| 39위                                    | 나가오 마리야     | 팀4     | 7809표   | 818표   | 53위 | 권외      | -              |
| 40위                                    | 후지에 레이나     | 팀K     | 7782표   | 1166표  | 41위 | 40위      | 33위           |
| 41위                                    | 코바야시 카나     | 팀B     | 7195표   | 1110표  | 43위 | 권외      | -              |
| 42위                                    | 마에다 아미       | 팀A     | 7168표   | 810표   | 55위 | 37위      | 37위           |
| 43위                                    | 후쿠모토 아이나   | 팀N     | 6912표   | 816표   | 54위 | 권외      | -              |
| 44위                                    | 나카가와 하루카   | 팀A     | 6890표   | 1244표  | 38위 | 24위      | 20위           |
| 45위                                    | 타노 유카         | 팀4     | 6694표   | 권외    | 권외 | -         | -              |
| 46위                                    | 야마다 나나       | 팀N     | 6683표   | 1136표  | 42위 | 권외      | -              |
| 47위                                    | 미야와키 사쿠라   | 팀H     | 6635표   | 권외    | 권외 | -         | -              |
| 48위                                    | 카타야마 하루카   | 팀A     | 6602표   | 955표   | 51위 | 권외      | 28위           |
| 이상 16명 넥스트걸스 이하 16명 퓨처걸스 |                   |         |          |         |      |           |                |
| 49위                                    | 무토 토무         | A연     | 6428표   | 1757표  | 30위 | -         | -              |
| 50위                                    | 이시다 하루카     | 팀B     | 6333표   | 985표   | 48위 | 권외      | 27위           |
| 51위                                    | 키쿠치 아야카     | 팀K     | 6185표   | 653표   | 61위 | 권외      | -              |
| 52위                                    | 오오타 아이카     | 팀A     | 6140표   | 912표   | 52위 | 25위      | 20위           |
| 53위                                    | 마츠이 사키코     | 팀K     | 6058표   | 권외    | 권외 | 38위      | 38위           |
| 54위                                    | 야마우치 스즈란   | 팀4     | 6027표   | 988표   | 47위 | 권외      | 36위           |
| 55위                                    | 니토 모에노       | 팀K     | 6025표   | 권외    | 권외 | 31위      | 29위           |
| 56위                                    | 키모토 카논       | 팀E     | 5982표   | 1039표  | 44위 | 권외      | -              |
| 57위                                    | 오오바 미나       | 팀4     | 5969표   | 786표   | 56위 | 35위      | 35위           |
| 58위                                    | 이치카와 미오리   | 팀4     | 5963표   | 702표   | 59위 | 39위      | 39위           |
| 59위                                    | 오오야 시즈카     | 팀A     | 5933표   | 964표   | 50위 | 29위      | 29위           |
| 60위                                    | 오가사와라 마유   | 팀N     | 5919표   | 1746표  | 31위 | 권외      | -              |
| 61위                                    | 사토 스미레       | 팀B     | 5706표   | 권외    | 권외 | 34위      | 31위           |
| 62위                                    | 야카타 미키       | 팀KII   | 5606표   | 1345표  | 37위 | 권외      | -              |
| 63위                                    | 나카니시 유카     | 팀S     | 5592표   | 618표   | 63위 | 권외      | -              |
| 64위                                    | 코모리 미카       | 팀B     | 5398표   | 권외    | 권외 | 32위      | 30위           |

- 총 투표 수는 이전 회보다 약 21만표 증가해 역대 최다인 138만 4122표를 기록했다.
- 개표 이벤트의 진행은 도쿠미츠 가즈오와 기사 아야코가 담당했다.
- 전회와의 변경 내용
  - 선발 멤버의 연설이 종료된 후에 도쿠미츠로부터 개별적으로 선류가 주어졌다.
  - 언더걸스까지 그룹별로 당선된 멤버가 전원 스테이지에 오른 후 하위 순위부터 차례대로 연설을 가졌다.
- 게표의 중계는 후지 TV 및 계열국에서 〈AKB48 제4회 선발 총선거 생방송 SP〉로 방송되었다. 시청률은 18.7%를 기록했고 순간 최고 시청률은 4위로 사시하라 리노가 발표되었을 때의 28.0%였다(시청률은 간토 지구·비디오 리서치사 조사).

### 속보에서는 64위 이내였으나 최종 결과가 권외에 속한 멤버
- 히라마츠 카나코(팀S) - 속보 46위(998표)
- 마츠바라 나츠미(팀A) - 속보 57위(750표)
- 키노시타 유키코(팀S) - 속보 57위(750표)
- 노나카 미사토(팀K) - 속보 60위(701표)
- 에토 사야카(H연) - 속보 62위(641표)
- 타나베 미쿠(팀K) - 속보 64위(616표)

## 관련 기획
65위 이하 173명의 멤버에게 웨이팅걸스로 34출판사의 43잡지에 솔로 그라비아가 게재되었다.